# Jacob Tingleff
Jacob Tingleff (født 21. juni 1972) er en dansk standupkomiker og manuskriptforfatter.
Han har skrevet manuskripter til bl.a. Langt fra Las Vegas, Det Vildeste Westen, Gintbergs store aften, Er du skidt, skat?, Ugen der Gak og Get Ahead. Han har desuden skrevet manuskriptet til Far til fire - på hjemmebane.
Han har lavet fire one man-shows Pyt med Skjorten (2006) og Tingleff, Tingleff eller Tingleff (2008), Guide til parforhold (2011) og Ulige uger (2015).
Pyt med Skjorten er desuden udgivet på DVD. Han har deltaget i Stand-up.dk i 1997, 2002 og 2003. Han har deltaget i Talegaver til børn i 1997, 2001-2004, 2006 og 2007 og efterfølgende Comedy Aid i 2009-2012
I 2002 var han en del af stand up showet Den Ægte Vare og har lavet Farvelagte Frustrationer i 2004 med Thomas Hartmann.
Jacob Tingleff er uddannet Master in Scriptwriting fra Den Danske Filmskole i 2011.
I 2010 debuterede han som børnebogsforfatter med bogen Englejagten for målgruppen 7-12 år.

## Filmografi

### Standup show - solo
- 2004 Talegaver til børn
- 2006 Pyt med Skjorten
- 2008 Tingleff, Tingleff eller Tingleff
- 2011 Guide til parforhold
- 2015 Ulige uger

### Standup show - medvirkende
- 1997 Talegaver til børn
- 2001 Talegaver til børn
- 2002 Den Ægte Vare
- 2002 Talegaver til børn
- 2003 Talegaver til børn
- 2004 Farvelagte Frustrationer
- 2006 Talegaver til børn
- 2007 Talegaver til børn
- 2008 Talegaver til børn
- 2009 Comedy Aid
- 2010 Comedy Aid
- 2011 Comedy Aid
- 2012 Comedy Aid

### Tv-programmer
- 1997 Stand-up.dk
- 2002 Stand-up.dk
- 2003 Stand-up.dk
- 2011 Stand-up.dk

### Som manuskriptforfatter
- 1997-1998 Ugen der Gak
- 2001 Get Ahead
- 2002-2003 Langt fra Las Vegas
- 2003 Er du skidt, skat?
- 2005 Det Vildeste Westen
- 2005 Gintbergs store aften
- 2008 Far til fire - på hjemmebane
- 2011 Hjælp, min kone er skidesur
- 2011 Hjælp, det er jul